# Катастрофа Ми-24 в Пугачёве 3 февраля 2009 года
Катастрофа Ми-24 в Пугачёве — авиационное происшествие, произошедшее 3 февраля 2009 года в 11:45 МСК в 18 километрах от аэродрома Пугачёв Саратовской области.
В ходе выполнения плановых полётов потерпел катастрофу вертолёт Ми-24, принадлежащий Сызранскому Высшему военному авиационному училищу летчиков (626 учебный вертолётный полк, в/ч 93836). Как сообщил помощник главкома ВВС РФ, вертолёт сгорел, экипаж погиб.
В 12:15 МСК поисковая группа обнаружила разрушенный и обгоревший вертолёт. Погибли все находившиеся на борту — командир экипажа Илья Карташев 2008 года выпуска, лётчик-инструктор Сергей Сафонов 2002 года выпуска и бортовой техник Ренат Хубеев. На земле разрушений нет. Полёты Ми-24 в России были приостановлены до особого указания.
По факту крушения вертолёта Ми-24 в Саратовской области было возбуждено уголовное дело по статье 351 УК РФ — нарушение правил полётов или подготовки к ним. Среди рассматриваемых причин катастрофы — отказ техники и ошибка пилотирования.
В ходе расследования было установлено, что причиной катастрофы стало усталостное разрушение рычага поворота лопасти винта, что явилось результатом некачественного ремонта, проведённого на 12-м авиаремонтном заводе в Хабаровске. На Ми-24 была установлена бывшая в эксплуатации деталь, предназначенная для вертолёта Ми-8.
В июне 2013 года суд признал виновным в нарушении ч.3 ст.266 УК РФ (недоброкачественный ремонт транспортного средства и выпуск в эксплуатацию технически неисправного транспортного средства лицом, ответственным за техническое состояние транспортного средства, повлёкшие по неосторожности смерть двух и более лиц) бывшего производственного мастера ФГУП «12 авиаремонтный завод» Марка Волчкова и приговорил его к двум годам лишения свободы с отбыванием в колонии-поселении.
В январе 2014 года суд также признал виновными главного инженера завода Владимира Капийчука и начальника группы надёжности завода Юрия Веротченко. Приговором суда Капийчуку и Веротченко назначено наказание в виде лишения свободы на срок 4,5 года каждому. На основании постановления Государственной Думы Федерального Собрания РФ от 18.12.2013 «Об объявлении амнистии в связи с 20-летием принятия Конституции Российской Федерации» Веротченко от назначенного наказания освобождён, местом отбывания наказания Капийчука назначена колония-поселение.